# Marisa Yudes
Marisa Yudes és una ballarina i mestra de dansa catalana.
Va començar a fer ballet a l'escola. Després va formar-se a l'Institut del Teatre de Barcelona amb Teresa Farràs, Elsa Van Allen i Josep Maria Escudero. Els darrers dos anys de formació els va cursar amb Rosella Hightower a Canes.
En el moment de decidir formar part d'una companyia de dansa, el seu pare va fer-la tornar a Badalona i la família va ajudar-la a fundar una escola, que amb el pas dels anys ha assolit molt de reconeixement i ha atret alumnes de més enllà de l'àmbit local. A més, molt dels seus exalumnes han passat a companyies de dansa d'arreu del món. Ha promogut el descobriment de nous talents de dansa amb la convocatòria d'una beca, el 2011, per fer una estada d'un any a l'escola.
És presidenta de l'Associació d'Escoles de Dansa Autoritzades. El 2017 va crear la Gala Ballarins Catalans al Món per tal de reunir els ballarins catalans que es troben dispersos en companyies de dansa en altres països, per tal de fer-los reconeixement. També a nivell local, a Badalona, ha realitzat gales de dansa, especialment la vinculada als actes de les Nits del Port de Badalona, durant el període estival.
És mare de dos ballarins, un d'ells el reconegut David Navarro Yudes.